# Missió Darwin
Darwin és una proposta de missió espacial de l'ESA que implicaria una constel·lació de quatre a nou naus espacials dissenyades per detectar directament planetes orbitant estrelles properes semblants a la Terra i la recerca de proves de vida en aquests planetes. El disseny més recent preveu tres telescopis espacials de vol lliure, cadascun de tres a quatre metres de diàmetre, volant en formació com un interferòmetre astronòmic. Aquests telescopis redirigirien la llum d'estrelles i planetes distants a les quatre naus, que haurien obtingut una combinació en feix pels espectròmetres, i les càmeres pel conjunt d'interferòmetre, i que també actuarien com un centre de comunicacions. Hi havia també un disseny anterior, anomenat la "configuració de Robin Laurance", on s'incloïa sis telescopis d'1,5 metres, un combinador de feix de naus espacials, un sistema d'alimentació elèctrica per separat i una nau espacial de comunicacions.
L'estudi d'aquesta proposta de missió va acabar en 2007 sense activitats addicionals previstes. Per produir una imatge, els telescopis hauria hagut d'operar en formació en distància entre els telescopis controlada dins d'unes poques micres, i la distància entre els telescopis i el receptor controlada dins del voltant d'un nanòmetre. Diversos estudis més detallats han estat necessaris per determinar si la tecnologia és prou capaç i precisa i si és realment factible.

## Característiques
El disseny actual preveu tres telescopis espacials, cadascun d'almenys 3 metres de diàmetre, volant en formació com un interferòmetre. Aquests telescopis dirigiran la llum a la nau espacial principal que contindrà el combinador del feix, espectrògrafs i càmeres per a la sèrie d'interferòmetres, actuant també com a nucli de comunicacions. Aquests telescopis estaran situats en una òrbita distant, a uns 1,5 milions de km de la Terra, en adreça oposada al Sol, en l'anomenat punt de Lagrange L2. Un dels principals avantatges de l'òrbita L2 és que permet observacions ininterrompudes, ja que la Terra, el Sol i la Lluna romanen darrere del telescopi a tot moment.
Els telescopis espacials estudiaran la regió infraroja de l'espectre electromagnètic. S'ha triat la regió infraroja perquè en aquesta zona de l'espectre un planeta terrestre és eclipsat pel seu estel només per un factor d'un milió; en l'espectre visible aquest factor augmenta fins a mil milions. Els telescopis probablement tindran una resolució molt alta (de mil·lisegons d'arc), per la qual cosa a més de la cerca de planetes podran dur a terme un estudi detallat de diversos processos astrofísics.
La cerca de planetes usarà una configuració d'interferòmetres d'anul·lació (nulling interferometer en anglès). Amb aquest sistema es pretén que la llum de l'estel central quedi anul·lada per mitjà d'una interferència destructiva. Per contra, la llum d'un planeta que orbite al voltant de l'estel no ha de cancel·lar-se, car la seva posició està lleugerament desplaçada respecte a la d'aquesta, la qual cosa en última instància permetrà la seva detecció malgrat el senyal molt més brillant de l'estel.

## Objectius
Els objectius principals de la missió són tres:
1. Detectar i analitzar mons similars a la Terra
2. Detectar atmosferes en aquests planetes i buscar gasos que puguin indicar la presència de vida
3. Proveir imatges amb un detall entre 10 i 100 vegades major que les que s'obtindran amb el James Webb Space Telescope (JWST)

Descobrir un planeta terrestre requerirà aproximadament 10 hores de l'observació en total, distribuïdes al llarg de diversos mesos. Una vegada descobert un planeta, es durà a terme un estudi més detallat del seu atmosfera, per mitjà del seu espectre infraroig. Analitzant aquest espectre es pot determinar la química de la seva atmosfera, la qual cosa pot proporcionar proves d'existència de vida extraterrestre. La presència en l'atmosfera d'oxigen al costat de vapor d'aigua seria un indici de l'existència de vida, ja que el vapor d'aigua és molt eficaç en reduir l'oxigen. L'existència de gran quantitat d'oxigen implica que ha de ser generat contínuament de forma "biològica", és a dir via fotosíntesi. La presència únicament d'oxigen no és una prova suficient de la presència de vida; simulacions numèriques mostren que en determinades condicions la proporció d'oxigen atmosfèric pot augmentar per mitjà de la fotòlisi del diòxid de carboni.

## Projectes relacionats
El sistema d'interferometría del Terrestrial Planet Finder de la NASA és conceptualment molt semblant al Projecte Espacial Darwin, amb uns objectius científics molt similars.